# 陈浩 (足球运动员)
陈浩（1986年7月5日—），中国足球运动员，司职前锋。

## 职业生涯
陈浩职业生涯始于前武汉光谷队。2006赛季进入球队一线队名单。2008年，武汉光谷因不满足协判罚退出中超，陈浩作为少数留守球员加入新成立的湖北绿茵俱乐部征战2009年中乙联赛，并在半决赛对阵杭州三超的比赛中攻入一粒点球，帮助球队取胜进入最后决赛并获得升甲名额。
2011赛季湖北中博集团接手球队后并未和陈浩续约。陈浩加盟业余球队武汉宏兴征战中国足球业余联赛。2016年陈浩由于在足协杯主场对阵江苏苏宁的比赛后涉嫌参与斗殴而被中国足协处以禁赛三年的处罚。